# Tunde Enahoro
Tunde Enahoro (Lagos, Nigeria, 10 de octubre de 1990) es un futbolista nigeriano. Juega de delantero y su equipo actual es Unión Cuzco de Alto Biavo que participa en la Copa Perú. Tiene 34 años.

## Trayectoria
En el 2011 llegó al Perú para jugar por Cienciano, Al año siguiente se va al Cobresol de Moquegua club con el destacó anotando 4 goles y dando varias asistencias, lo que le valió para ser visto por equipos de la capital.

### Universitario de Deportes
Luego de una primera parte del campeonato haciendo buenos partidos, fue visto por Nolberto Solano quien lo pidió para Universitario de Deportes para que acompañe a Miguel Ximenez. “ 'La ‘U’ es un grande del país y me pagan bien para jugar por ellos'. Me quiero ganar a la hinchada, pero sé que para ello debo jugar bien. No voy a defraudar ”, Tunde firmó por 1 año y medio. Lamentablemente para sus intereses su desempeño fue nulo ya que no hizo un gol. 
Terminó jugando en el club stein

## Clubes
| Club                             | País   | Año       |
| -------------------------------- | ------ | --------- |
| Torrellano CF                    | España | 2007-2008 |
| Antequera CF                     | España | 2008-2010 |
| Torrellano CF                    | España | 2010      |
| Elche Ilicitano                  | España | 2010-2011 |
| Club Cienciano                   | Perú   | 2011-2012 |
| Cobresol FBC                     | Perú   | 2012      |
| Universitario de Deportes        | Perú   | 2012-2013 |
| Comerciantes Unidos              | Perú   | 2013-2014 |
| Atlético Minero Matucana         | Perú   | 2014-2015 |
| Unión Huaral                     | Perú   | 2015-2016 |
| Club Deportivo Serrato Pacasmayo | Perú   | 2016-2017 |
| CCD Los Caimanes                 | Perú   | 2017-2019 |
| FC Carlos Stein                  | Perú   | 2019      |
| Unión Cuzco                      | Perú   | 2022 -    |